# Joseph Leabua Jonathan

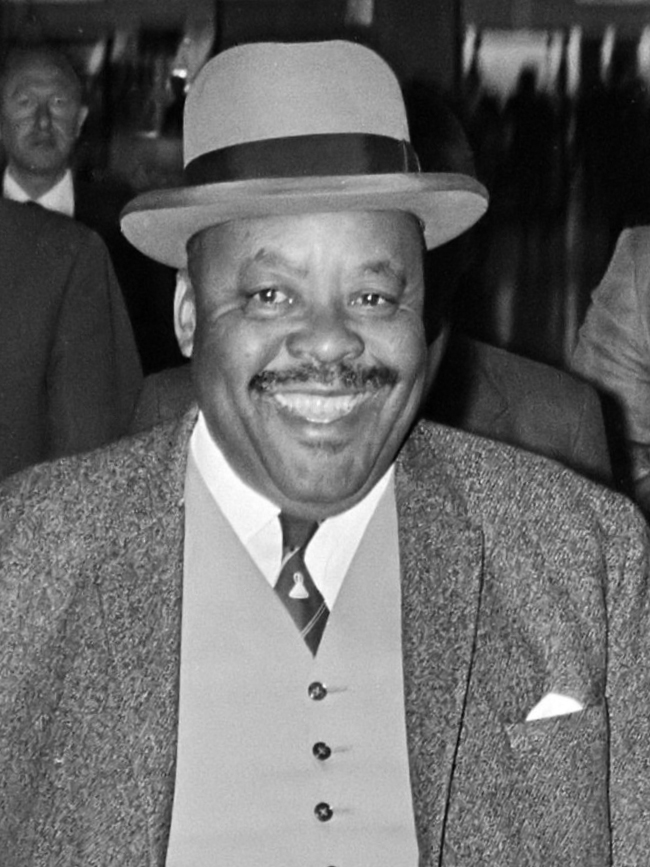
Minister-president Jonathan van Lesotho (1970)

Chief Joseph Leabua Jonathan (Leribe, 30 oktober 1914 – Pretoria, 5 april 1987), was een politicus uit Lesotho. 
Joseph Jonathan was de zoon van een minder belangrijke Chief (stamhoofd) en kleinzoon van de stichter van Basotholand (het huidige Lesotho). Hij kreeg een protestantse opvoeding en genoot een opleiding aan een zendingsschool; op volwassen leeftijd werd hij rooms-katholiek. 
In de jaren 30 werkte hij in de goudmijnen. In 1958 richtte hij de Basotho National Party (BNP) op, een gematigd conservatieve partij die steunde op de stamhoofden, de plattelandsbevolking en de rooms-katholieke Kerk.
Basutoland, sedert 1868 een Brits protectoraat, verkreeg op 30 april 1965 autonomie. Bij de verkiezingen van 4 mei 1965 behaalde de BNP 31 van de 65 zetels in het lagerhuis en werd daarmee de grootste partij, gevolgd door de Basotho Congress Party (BCP) met 25 zetels en de Marematlou Freedom Party die 4 zetels behaalde. Op 7 juli 1965 werd Chief Jonathan door koning Moshoeshoe II tot premier benoemd. 
Op 4 oktober 1966 werd Basotholand onder de naam Lesotho een onafhankelijk koninkrijk op parlementair democratische basis. Chief Jonathan richtte zich vooral op Zuid-Afrika. Dit was vanuit economisch oogpunt noodzakelijk omdat Lesotho een enclave is dat midden in Zuid-Afrika ligt. In 1968 had Chief Jonathan een ontmoeting met premier John Vorster van Zuid-Afrika en werden er handelsakkoorden gesloten.
In januari 1970 werden de verkiezingen in Lesotho gewonnen door de belangrijkste oppositiepartij, de Basotho Congress Party (BCP), die werd gesteund door de koning en zich fel keerde tegen de bevoorrechting van de stamhoofden en Jonathans oriëntatie op Zuid-Afrika. Jonathan erkende de verkiezingsuitslag niet en ontbond het parlement en liet oppositieleiders arresteren. Hierdoor raakte hij in conflict met koning Moshoeshoe II. Op 4 april week de koning uit naar Den Haag. In juni 1970 werd koningin Mamohato regentes en nam Chief Jonathan alle macht in handen. Op 4 december 1970 kon koning Moshoeshoe II naar Lesotho terugkeren, nadat hij had beloofd zich niet meer met de politiek te zullen bemoeien. Jonathan vestigde daarop een autoritair bewind. In maart 1971 werd oppositieleider Ntsu Mokhehle (BCP) onder huisarrest geplaatst. In 1973 werd de noodtoestand opgeheven en werd er een voorlopig parlement opgericht waarin naast leden van de BNP ook leden van de oppositie zitting namen.
In de loop van de jaren 70 sprak premier Jonathan zich steeds vaker uit over de Zuid-Afrikaanse politiek, zonder echter zover te gaan dat hij het regime daar afviel (hetgeen zou betekenen dat het land geïsoleerd zou worden). Nadat Transkei in 1975 "onafhankelijk" werd, weigerde Lesotho - net als alle andere landen in de wereld, met uitzondering van Zuid-Afrika - dit te erkennen. Het aan Lesotho grenzende Transkei sloot daarop zijn grenzen, waardoor de handel van Lesotho met Zuid-Afrika werd bemoeilijkt. 
In 1982 viel het Zuid-Afrikaanse leger in de nacht van 9 december de hoofdstad binnen en vermoordden daar leden van het ANC. Wat er nog over was gebleven van de contacten met Zuid-Afrika, werd verbroken. Het land raakte hierna sterk geïsoleerd. Militairen pleegden daarom op 24 januari 1986 een staatsgreep waarbij Chief Jonathan werd afgezet. Hij vluchtte naar Pretoria waar hij tot zijn dood bleef wonen.
Onder het door Jonathan beheerste Lesotho werden de parlementsverkiezingen twee keer uitgesteld, namelijk in 1981 en in 1985.